# دایکی موریموتو
دایکی موریموتو (انگلیسی: Daiki Morimoto؛ زادهٔ ۱۵ سپتامبر ۱۹۹۵) بازیکن فوتبال اهل ژاپن است.
از باشگاه‌هایی که در آن بازی کرده‌است می‌توان به باشگاه فوتبال ماتسوموتو یاماگا اشاره کرد.